# Ampelaster
Ampelaster je monotipski biljni rod iz porodice glavočika cjevnjača smješten subtribus Symphyotrichinae, dio tribusa  Astereae.  
Jedina vrsta je A. carolinianus s jugoistoka Sjedinjenih Država. U porodici glavočika je neobična zato što je penjačica. Raširena je na Floridi, Georgiji i Sjevernoj i Južnoj Karolini.
- A. carolinianus
- A. carolinianus
- A. carolinianus

## Sinonimi
- Aster carolinianus Walter
- Aster scandens J.Jacq. ex Spreng.
- Lasallea caroliniana (Walter) Semple & Brouillet
- Symphyotrichum carolinianum (Walter) Wunderlin & B.F.Hansen
- Virgulus carolinianus (Walter) Reveal & Keener